# Municipio de Garland (condado de Hempstead)
El municipio de Garland (en inglés: Garland Township) es un municipio ubicado en el condado de Hempstead en el estado estadounidense de Arkansas. En el año 2010 tenía una población de 366 habitantes y una densidad poblacional de 4,8 personas por km².

## Geografía
El municipio de Garland se encuentra ubicado en las coordenadas 33°47′13″N 93°32′52″O / 33.78694, -93.54778. Según la Oficina del Censo de los Estados Unidos, el municipio tiene una superficie total de 76.3 km², de la cual 76,03 km² corresponden a tierra firme y (0,35 %) 0,26 km² es agua.

## Demografía
Según el censo de 2010, había 366 personas residiendo en el municipio de Garland. La densidad de población era de 4,8 hab./km². De los 366 habitantes, el municipio de Garland estaba compuesto por el 87,16 % blancos, el 4,64 % eran afroamericanos, el 2,73 % eran asiáticos, el 2,19 % eran de otras razas y el 3,28 % eran de una mezcla de razas. Del total de la población el 2,73 % eran hispanos o latinos de cualquier raza.